# Kokwino
Kokwino (dodatkowa nazwa w j. kaszub. Kòkwino) – kolonia w Polsce, w województwie pomorskim, w powiecie kartuskim, w gminie Sierakowice.
Miejscowość leży na obszarze Kaszubskiego Parku Krajobrazowego. Wchodzi w skład sołectwa Kamienica Królewska. W kierunku wschodnim od Kokwina w kompleksie Lasów Mirachowskich znajdują się rezerwaty przyrody Jezioro Turzycowe i Kurze Grzędy.
Do 2023 miejscowość była częścią wsi Kamienica Królewska.
W latach 1975–1998 Kokwino administracyjnie należała do województwa gdańskiego.